# ماريا (مدينة)
ماريا هي قرية مصرية قديمة كانت تقع بالقرب من مدينة الإسكندرية وهي تعتبر من أهم المواقع الأثرية التي تعطي الكثير من المعلومات عن العصور السابقة.

## الموقع
تقع مدينة ماريا على بعد 45 كم من الساحل الجنوبي لبحيرة مريوط، والتي تقع جنوب غرب الإسكندرية.

## أصل التسمية
يرجع اسم ماريا إلى اللغة المصرية القديمة، وهي مشتقة من كلمة mrt والتي تعني ميناء، وذلك نسبة لوجود الموانئ بها.

## موانئ المدينة
تتكون مدينة ماريا من ثلاثة أو أربعة موانئ وتعتبر من أكثر الآثار ظهورًا على ساحل بحيرة مريوط، وهم: الميناء الشرقي والأوسط والغربي على الترتيب. فالميناء الثاني بُنِيَت أرصفته من الحجر الجيري والملاط الأحمر وخليط من الفخار، وبُنِيَ رصيف الميناء الثالث في الشمال من المدخل الأوسط، أما الرصيف الرابع فيقع في الشرق ويعتبر مدخله أهمّ من المدخلين الآخرين من حيث البناء والوظيفة.

## آثار المدينة
تمتلك المدينة العديد من الآثار منها:

### المقابر
أثبت الحفائر والدراسات في هذه المنطقة أن المقابر قد سُرقت في العصور القديمة وخاصة مقابر الغرب والجنوب، حيث تحتوي المدينة على العديد من المقابر والتي ترجع إلى عصور مختلفة مثل:

#### العصور المصرية القديمة
اتخذت المقابر التي تعود إلى هذه الفترة أشكال مختلفة منها: المقابر التي تأخذ شكل الممر العلوي (Dromos) المنحوت في التل، والمقابر ذات الحجرات (pit tomb)، أما سقف المقبرة فهو يعتبر تقليد لعروق الخشب وهي طريقة رائعة في عمارة المقابر المصرية.

#### العصر البطلمي
كانت المقابر في هذا العصر من نوع الغريفة (Loculus) المحفورة في الجبال من الحجر الجيري مربعة ومتخذة شكل السقف الجمالوني -متشابهة في ذلك مع المعبد اليوناني- وكانت هذه المقابر تغطى بلوحات بلاط أسمنت مسجل عليها اسم المتوفى.

#### العصر الإسلامي
عثر على مقابر يعود تاريخها إلى العصر الإسلامي حيث يتم وضع المتوفى ناحية القبلة، وأثبتت الحفائر عودتها إلى العصر الفاطمي بسبب العثور على عملة من نفس العصر.

#### العصر البيزنطي
عُثِرَ على مقبرة تعود إلى هذا العصر بالجنوب من المقابر الإسلامية والتي تتخذ شكل الحجرة، ويقع مدخلها في الشمال وكانت تُغلَق بواسطة ثلاث كتل من صخر البازلت، واستُخدِمت المسارج للإضاءة.

### مصنع النبيذ
عُثِر على مصنعين للنبيذ في المدينة، ولم تُعرَف وظيفة المبنى إلا بعد الحفر؛ حيث تم تغطية حوض المبنى بأربعة طبقات من المونة الحمراء والمخلوطة ببودرة الفخار مما يدل على أن الحوض لم يكن للاستحمام وليس لتجميع المياه الغير نظيفة، بالإضافة إلى أن الشعراء اليونان والرومان قاموا بامتداح نبيذ ماريا، والذي كان محببًا لدى كليوباترا السابعة، ويتكون المصنع من حجرة صغيرة وأخرى كبيرة وحوض.

### المنزل البيزنطي
يوجد منزل في المدينة يرجع إلى العصر البيزنطي ويقع في الشمال الغربي من مصنع النبيذ، ويقع على الجهة الشمالية للبحيرة. أما المدخل الرئيسي للمنزل فيقع في جهة الشرق وتظهر فيه مظاهر العمارة الرومانية وهي وجود حجر العقد (keystone) ثم يُدخل إلى الباب عن طريق ممر مستطيل أرضيته من الرخام. وبعد الانتهاء من الممر يوجد مدخل منكسر وهنا يظهر أهم مظاهر العمارة البيزنطية وهي استخدام المداخل المنكسرة لحماية المنزل من الأتربة، وبعد الانتهاء من هذا المدخل يوجد فناء كبير من نوع البهو المعمَّد (peristyle) ويقابل الفناء حجرة وعلى يمينها توجد حجرة أخرى بها مصطبتان ربما استخدمت لوضع التماثيل عليها، وعلى يمين الحجرة السابقة الحجرة الرئيسية والتي تفتح على البهو المعمَّد وكان يطلق عليها غرفة المحفوظات (Tablinum)؛ نتيجة لكبر مساحتها وربما كانت حجرة الاستضافة، وبعد غرفة المحفوظات يوجد العديد من الحجرات المستطيلة الشكل والتي تفتح على صالة ضيقة والتي تفتح بدورها على البهو المعمَّد، أما في الجنوب فيوجد باب موزاي للباب في البروستيل الشمالي، ويوجد في منتصف البروستيل حوض يتخذ الشكل المستطيلي لتجميع المياه، ويوجد بالمنزل حجرتان للطهي وحمام مربع الشكل به ثقبين لتصريف المياه عن طريق قناة وغطي بطبقة من الألباستر. أما في اليمين من الحمام فيوجد خمس حجرات صغيرة تفتح على البروستيل مباشرة. أما الجانب الجنوبي الغربي للبروستيل فقد عثر فيه على قرص حجري ربما استخدام كمعصرة للنبيذ أو طاحونة للحبوب. وأخيرًا فإن طراز هذا المنزل فهو طراز جديد سمي بـ أوبوس أفريكانم (Opus Africanum) والذي انتشر خلال القرن الثاني الميلادي ويرجح هذا المنزل إلى القرن الرابع وحتى القرن السابع الميلادي؛ نظرًا لتشابه طرازه مع طراز منازل كوم الدكة.